# Škoda 15Tr

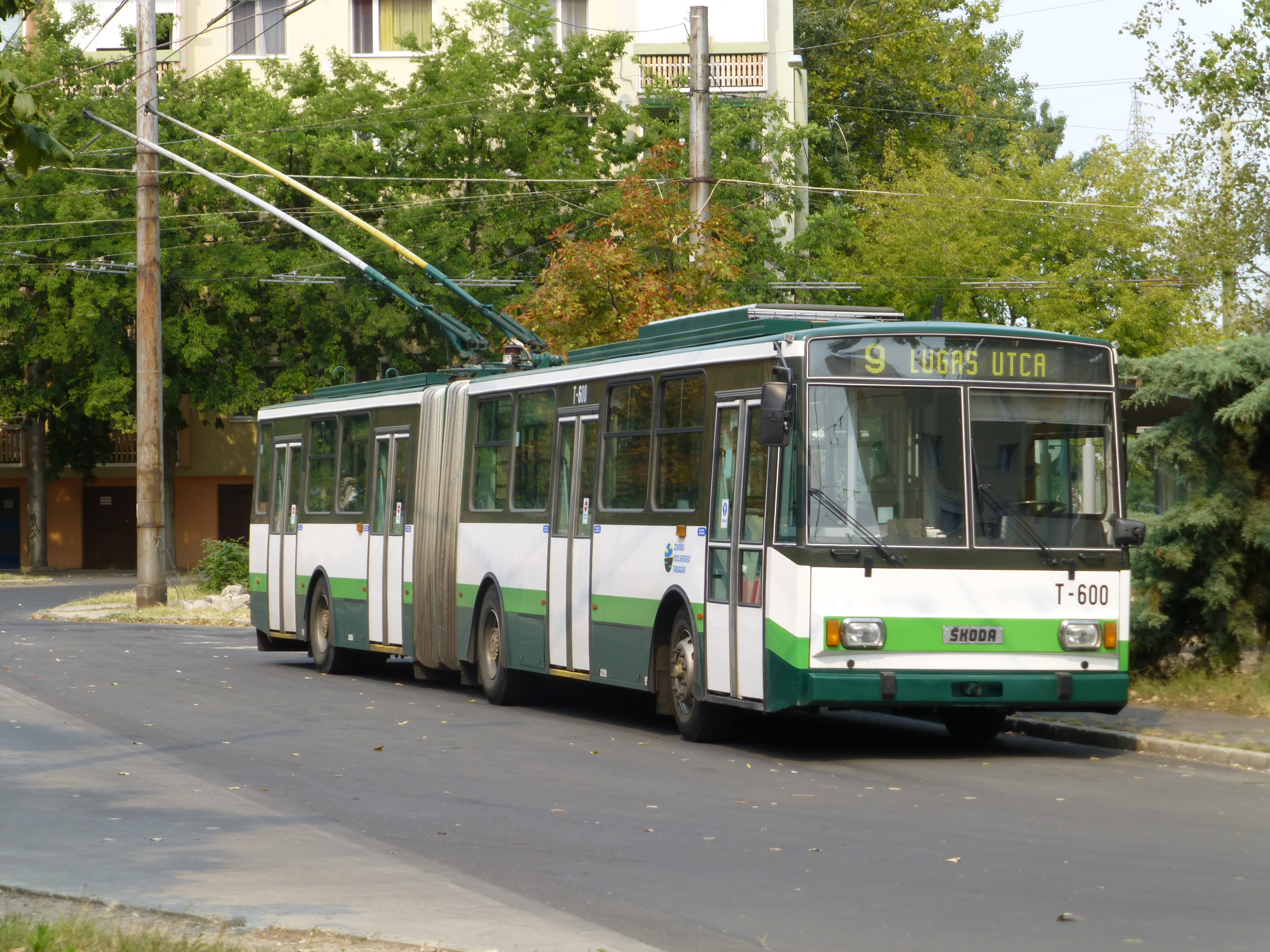
Částečně zmodernizovaný trolejbus Škoda 15Tr v Szegedu

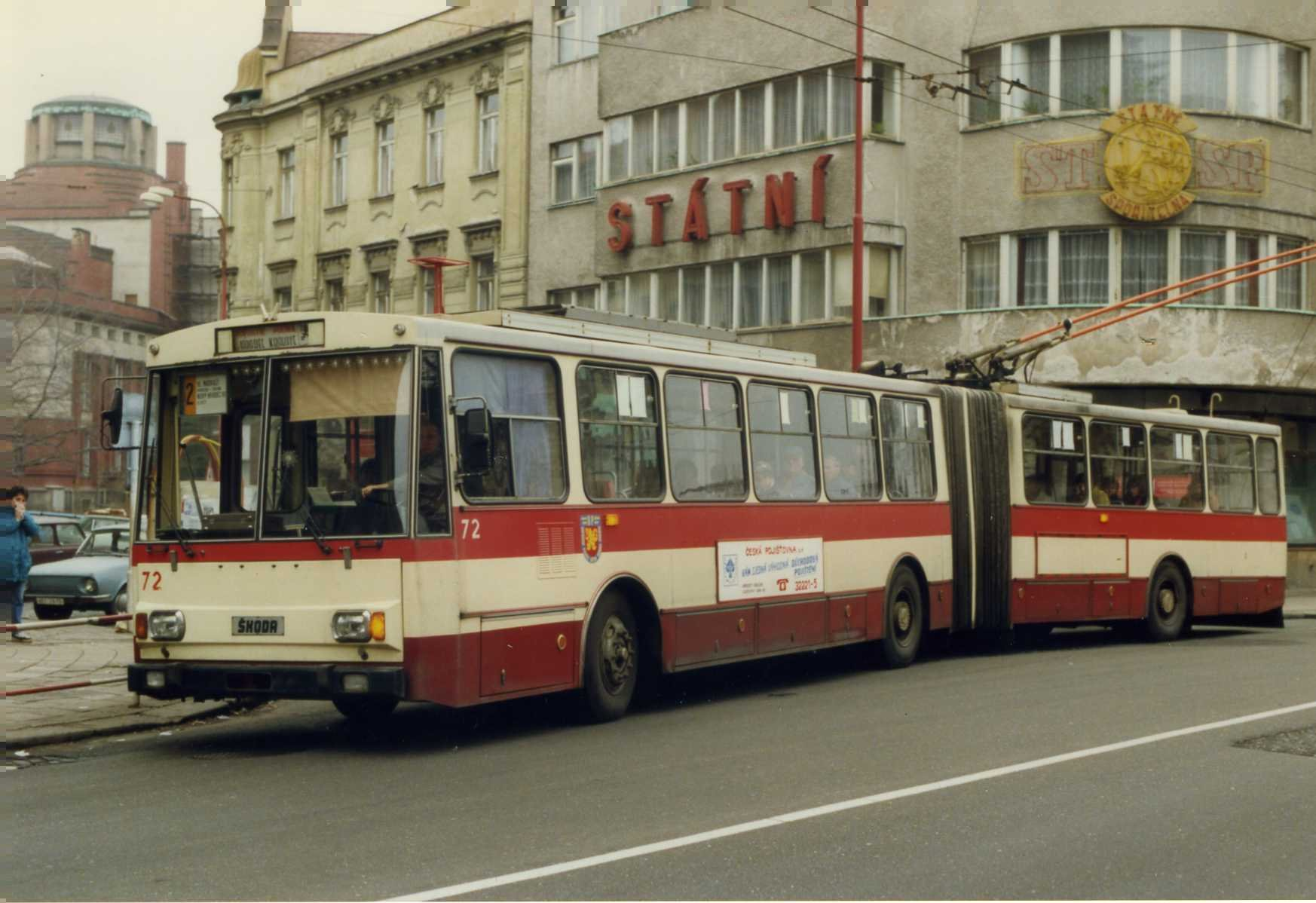
Trolejbus Škoda 15Tr v Hradci Králové v původním stavu

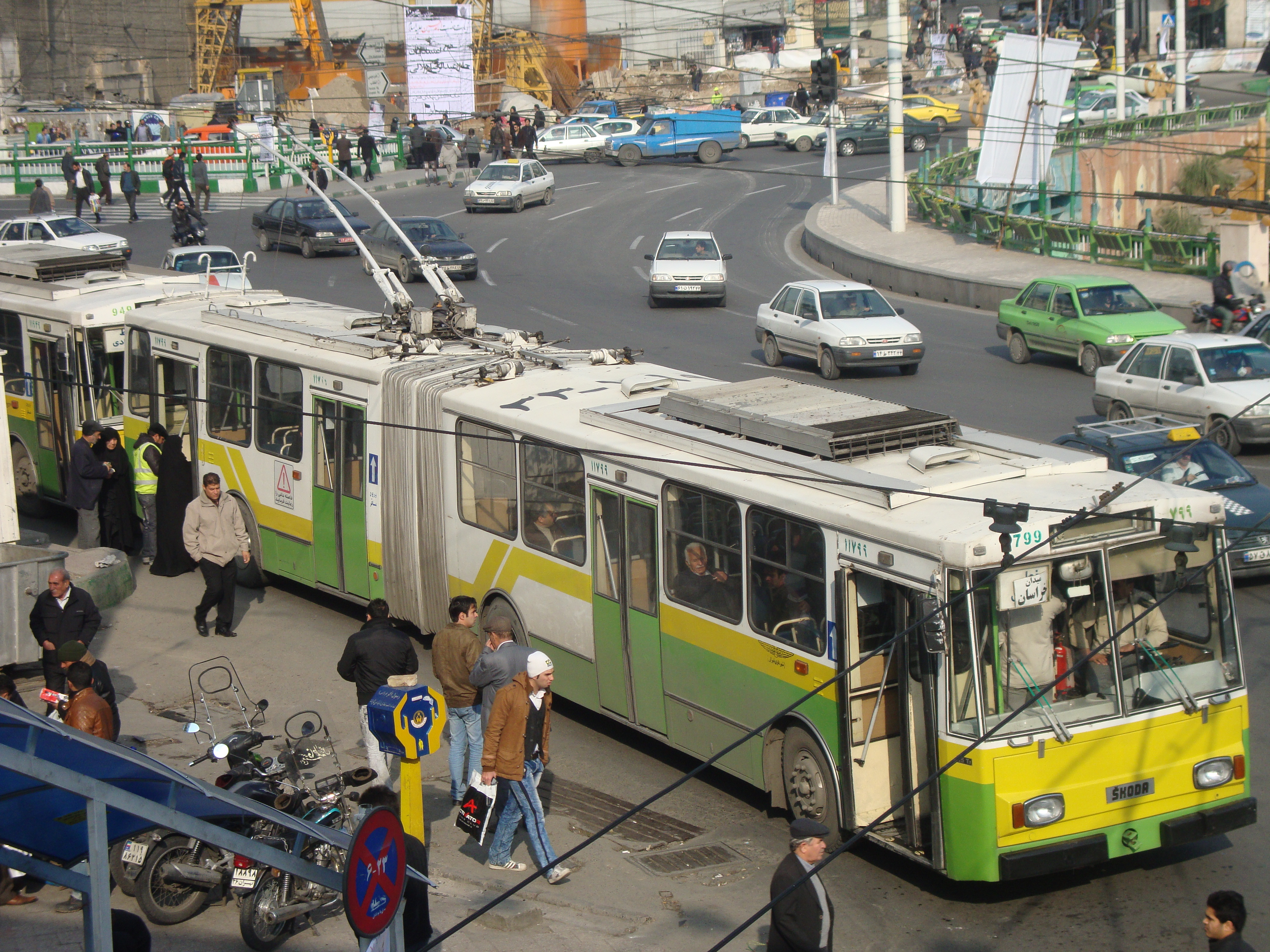
Škoda 15Tr v Teheránu

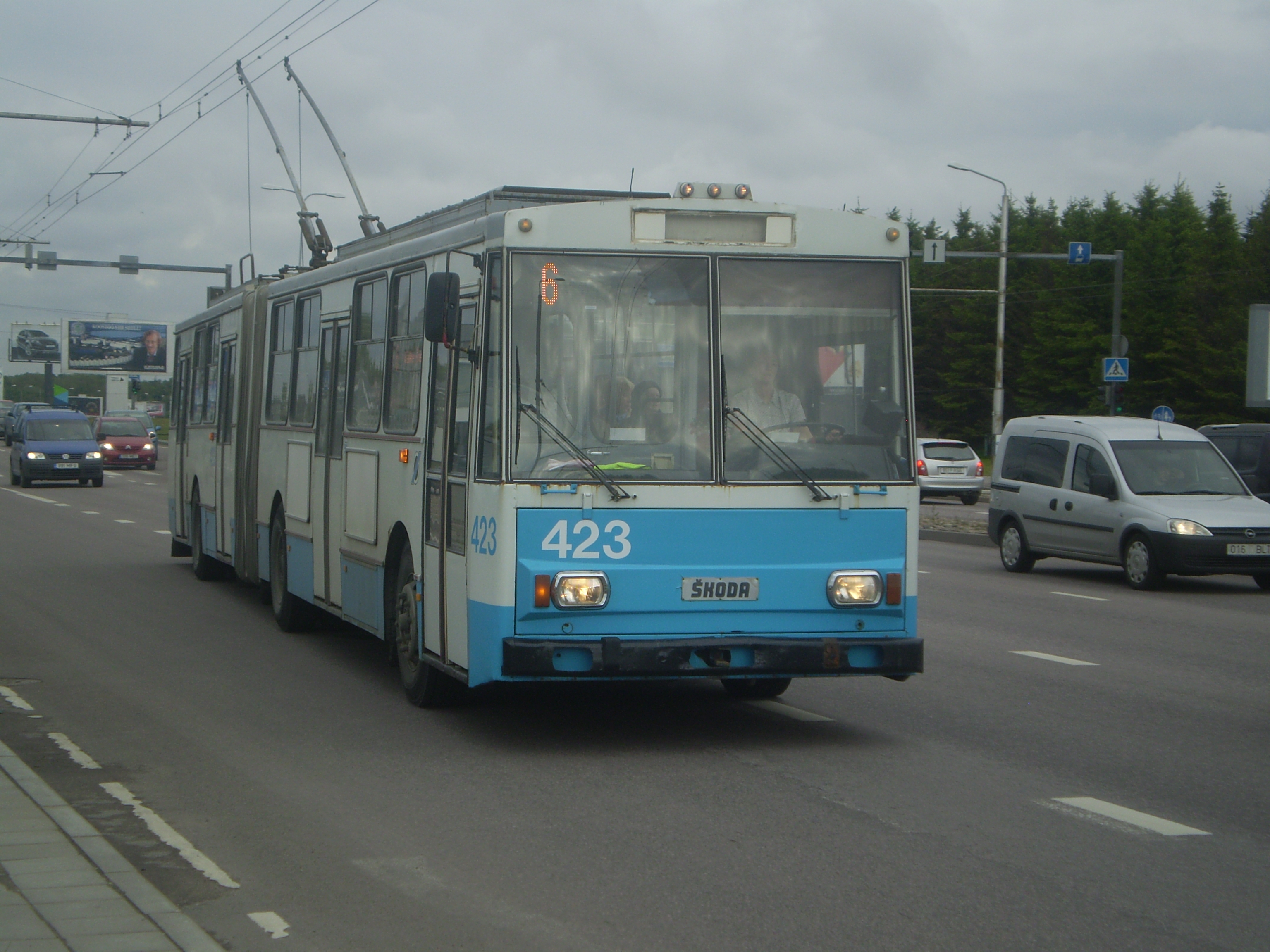
Trolejbus Škoda 15Tr v estonském Tallinnu

Škoda 15Tr je dvoučlánkový trolejbus vyráběný v letech 1988 až 1995 (prototypy již v první polovině 80. let) podnikem Škoda Ostrov. Od roku 1995 byla produkována modernizovaná verze Škoda 15TrM.

## Konstrukce
Kloubový trolejbus 15Tr konstrukčně vychází (jak v mechanické části tak i v části elektrické) ze standardního typu 14Tr. Typ 15Tr byl vyvinut v první polovině 80. let 20. století jako vůbec první čistě československý článkový trolejbus (když projekt 10Tr nebyl realizován, a vozy Škoda-Sanos S 200 byly výsledkem československo-jugoslávské spolupráce).
Vůz 15Tr je třínápravový trolejbus, který sestává ze dvou částí. Ty jsou spojeny kloubem v podvozkové části a krycím měchem. Základem celé konstrukce vozidla je ocelový rám, na němž je připevněna samonosná karoserie. Trolejbus vznikl sestavením shodných či upravených dílů vozu 14Tr, což je velmi výhodné pro údržbu a shánění náhradních dílů. V pravé bočnici se nacházejí čtvery dvojkřídlé skládací dveře. Příčně umístěné sedačky pro cestující jsou potaženy koženkou. Vnitřní osvětlení je zářivkové.
Trolejbus má dva trakční motory, jeden na prostřední, druhý na zadní nápravě (použity byly stejné motory jako u vozu typu 14Tr). Díky tomu tak byl 15Tr zvýhodněn při provozu v náročném terénu.
Vozy první dodávané série měly dělená čelní okna, později vyráběné vozy již obdržely okna jednodílná. Trolejbusy Škoda byly nejprve dodávány pouze v červeno-krémovém nátěru, který byl standardní pro všechny dopravní podniky tehdejší ČSSR.
Dalším pokračováním vývoje byla od roku 1995 modernizovaná verze Škoda 15TrM.

## Prototypy
První dva prototypy vozu 15Tr byly vyrobeny v roce 1983. Od později vyrobených vozů se lišily částečně odlišnou elektrickou výzbrojí. Po zkouškách u výrobce jezdil první prototyp v letech 1984 a 1985 ve zkušebním provozu v Plzni (s evidenčním číslem 500). Část předního článku byla posléze prodány na náhradní díly do Brna. Druhý prototyp byl rovněž zkoušen u výrobce a ve druhé polovině 80. let byl sešrotován.
V letech 1987 a 1988 byly vyrobeny další tři prototypy, které (na rozdíl od prvních dvou) už zasáhly do běžného provozu s cestujícími.

## Rekonstrukce a modernizace
- Škoda 15TrR – kompletní oprava vozové skříně, dosazení modernizačních prvků (digitální transparenty, nové sběrače, modernizace interiéru, apod.)

## Dodávky trolejbusů
V letech 1983 až 1995 bylo vyrobeno celkem 469 vozů Škoda 15Tr a jeden podvozek (prodán firmě Powertronics v brazilském městě São José dos Campos).
| Současný stát | Město                       | Článek | Typ  | Roky dodávek | Počet vozů | Evidenční čísla při dodání   | Poznámky           | Zdroj         |
| ------------- | --------------------------- | ------ | ---- | ------------ | ---------- | ---------------------------- | ------------------ | ------------- |
| Česko         | Brno                        | článek | 15Tr | 1990–1991    | 8          | 3501–3508                    |                    | [ 2 ]         |
| Česko         | České Budějovice            | článek | 15Tr | 1991–1992    | 42         | 01–42                        |                    | [ 3 ]         |
| Česko         | Hradec Králové              | článek | 15Tr | 1989–1991    | 11         | 71–81                        |                    | [ 4 ]         |
| Česko         | Chomutov – Jirkov           | článek | 15Tr | 1994–1995    | 25         | 001–025                      |                    | [ 5 ]         |
| Česko         | Ostrava                     | článek | 15Tr | 1990–1994    | 10         | 3504–3513                    |                    | [ 6 ]         |
| Česko         | Plzeň                       | článek | 15Tr | 1988–1993    | 6          | 414, 461–465                 | 414 – 3. prototyp  | [ 7 ]         |
| Česko         | Škoda Ostrov                | —      | 15Tr | 1983         | 2          | —                            | 1. a 2. prototyp   | [ 8 ]         |
| Česko         | Teplice                     | článek | 15Tr | 1990         | 10         | 201–210                      |                    | [ 9 ]         |
| Česko         | Ústí nad Labem              | článek | 15Tr | 1989–1994    | 55         | 501–555                      |                    | [ 10 ]        |
| Česko         | Zlín – Otrokovice           | článek | 15Tr | 1989–1995    | 13         | 63, 81–85, 337–343           | 63 – 4. prototyp   | [ 11 ]        |
| Estonsko      | Tallinn                     | článek | 15Tr | 1989–1991    | 25         | 400–424                      |                    | [ 12 ]        |
| Írán          | Teherán                     | článek | 15Tr | 1992         | 65         | 794–828, 921–950             |                    | [ 13 ]        |
| Litva         | Kaunas                      | článek | 15Tr | 1989–1991    | 5          | 303, 304, 327–329            |                    | [ 14 ] [ 15 ] |
| Litva         | Vilnius                     | článek | 15Tr | 1991         | 5          | 1601, 1603, 2600, 2602, 2604 |                    | [ 16 ]        |
| Lotyšsko      | Riga                        | článek | 15Tr | 1989–1991    | 25         | 1-1–1-18, 2-300–2-306        |                    | [ 17 ] [ 18 ] |
| Maďarsko      | Szeged                      | článek | 15Tr | 1992–1993    | 11         | T-600–T-610                  |                    | [ 19 ]        |
| Slovensko     | Banská Bystrica             | článek | 15Tr | 1988–1990    | 27         | 1501–1527                    | 1501 – 5. prototyp | [ 20 ]        |
| Slovensko     | Bratislava                  | článek | 15Tr | 1990–1992    | 16         | 6521, 6601–6606, 6608–6616   |                    | [ 21 ]        |
| Slovensko     | Košice                      | článek | 15Tr | 1993         | 15         | 1001–1015                    |                    | [ 22 ]        |
| Slovensko     | Prešov                      | článek | 15Tr | 1988–1994    | 27         | 82–86, 92–113                |                    | [ 23 ]        |
| Slovensko     | Žilina                      | článek | 15Tr | 1994–1995    | 14         | 201–210, 226–229             |                    | [ 24 ]        |
| Ukrajina      | Kyjev                       | článek | 15Tr | 1990–1995    | 46         | 450–495                      |                    | [ 25 ] [ 26 ] |
| Ukrajina      | Simferopol – Alušta – Jalta | článek | 15Tr | 1990         | 6          | 4000–4005                    |                    | [ 27 ]        |

## Provoz trolejbusů Škoda 15Tr

### Děčín
Na přelomu 80. a 90. let 20. století byl vypracován projekt obnovení děčínského trolejbusového provozu. Vzniknout měly čtyři trolejbusové linky, jejichž provoz mělo zajišťovat 31 trolejbusů Škoda 15Tr. Dne 8. ledna 1993 byl projekt definitivně zrušen.

### Jihlava
Na přelomu 80. a 90. let 20. století plánoval Dopravní podnik města Jihlavy nákup trolejbusů Škoda 15Tr s ohledem na připravovanou trať do Bedřichova, K čemuž však nikdy nedošlo. V roce 2024 byl z Ústí nad Labem zakoupen trolejbus č. 572 (původně budějovický vůz č. 38) s plánovaným využitím coby retro vozu.

### Opava
V roce 1990 byl vypracován projekt na výstavbu trolejbusové trati Opava – Branka u Opavy – Hradec nad Moravicí (v trase Stadion – Východní nádraží – Nádražní okruh – silnice I/57 – Branka u Opavy – Hradec nad Moravicí), která měla nahradit železniční trať Opava východ – Hradec nad Moravicí, jež by byla zrušena. K jejímu zrušení, k výstavbě trolejbusové trati a dodání trolejbusů Škoda 15Tr, které na ní měly zajišťovat provoz, nikdy nedošlo.
Ke konci roku 2018 se v Opavě objevil trolejbus 15Tr ve vlastnictví časopisu Československý dopravák, který byl tímto periodikem odkoupen z Chomutova. Ve slezském městě byl nalakován do barev Městského dopravního podniku Opava (MDPO), označen číslem 81 a dne 10. listopadu 2018 využit pro speciální akci při příležitosti rozloučení s opavskými trolejbusy 14Tr, kdy jezdil na speciální lince na dni otevřených dveří MDPO. Následně byl MDPO pronajat ještě pro mikulášské jízdy dne 5. prosince toho roku.

## Historické vozy
| Původní provoz    | Evidenční číslo | Současný majitel        | Typ   | Rok výroby | Historický od roku | Poznámka | Zdroj         |
| ----------------- | --------------- | ----------------------- | ----- | ---------- | ------------------ | --- | ------------- |
| Banská Bystrica   | 1501            | DPMBB                   | 15Tr  | 1988       | 2023               | | [ 31 ]        |
| Bratislava        | 6607            | DPB                     | 15Tr  | 1989       | 2014               | | [ 32 ] [ 33 ] |
| Brno              | 3501            | TMB                     | 15TrR | 1990       | 2017               | | [ 34 ]        |
| Brno              | 3502            | DPMB                    | 15Tr  | 1990       | 2017               | | [ 34 ]        |
| České Budějovice  | 01              | DPmČB                   | 15Tr  | 1990       | 2014               | | [ 35 ]        |
| Kyjev             | 480             | Kyjivpastrans           | 15Tr  | 1991       | ?                  | | [ 36 ]        |
| Chomutov – Jirkov | 008             | DPCHJ                   | 15Tr  | 1995       | 2018               | | [ 37 ]        |
| Chomutov – Jirkov | 014             | Československý dopravák | 15Tr  | 1995       | 2018               | v roce 2018 zapůjčen DP Opava (ev. č. 81), 2019 částečná renovace a dlouhodobé zapůjčení DP Košice (ev. č. 1000)                      | [ 38 ]        |
| Ostrava           | 3510            | DPO                     | 15Tr  | 1990       | 2018               | | [ 39 ]        |
| Plzeň             | 414             | PMDP                    | 15Tr  | 1987       | 2001               | 2001–2010 v majetku Muzeum Škoda | [ 40 ]        |
| Plzeň             | 464             | Škoda Bus klub Plzeň    | 15Tr  | 1991       | 2011               | Umístěn v muzeu dopravy ve Strašicích                                                                                                 | [ 41 ]        |
| Teplice           | 205             | Teplice                 | 15Tr  | 1990       | 2011               | Provoz zajišťovala do roku 2017 Arriva Teplice, poté Arriva City, od roku 2011 služební vůz sloužící mimo jiné pro nostalgické jízdy  | [ 42 ]        |
| Ústí nad Labem    | 553             | DPmÚL                   | 15Tr  | 1994       | 2024               | | [ 43 ]        |
| Ústí nad Labem    | 567             | DPmÚL                   | 15Tr  | 1991       | 2024               | původně Hradec Králové č. 81, 2010 odprodán do Ústí nad Labem                                                                         | [ 44 ]        |
| Ústí nad Labem    | 572             | DPMJ                    | 15Tr  | 1992       | 2024               | původně České Budějovice č. 38, 2009 odprodán do Segedínu na modernizaci, 2011 odprodán do Ústí nad Labem (č. 572), v provozu do 2024 | [ 45 ]        |
| Žilina            | 228             | DPMŽ                    | 15Tr  | 1994       | 2019               | | [ 46 ]        |